# Eugénie Mousny
 (juin 2021).
Si vous disposez d'ouvrages ou d'articles de référence ou si vous connaissez des sites web de qualité traitant du thème abordé ici, merci de compléter l'article en donnant les références utiles à sa vérifiabilité et en les liant à la section « Notes et références ».
Eugénie Mousny (née à Alexandrie le 23 juillet 1911 et morte à Lugano le 8 juin 2011) est une présentatrice suisse de radio-télévision.

## Biographie
Eugénie Mousny est la fille d'Albert Mousny, un diplomate belge, et de Fanny Hess. En 1932, elle devient la première annonceuse de Radio Monte Ceneri, ce qui fait d'elle la plus jeune voix radiophonique d'Europe. Très talentueuse, elle joue immédiatement un rôle important dans la programmation et la production de la radio suisse en langue italienne, même si elle occupe officiellement une position «subalterne».
Elle traite principalement de thèmes traditionnellement féminins et réalise des programmes pour les femmes et les enfants. Elle est connue pour ses programmes destinés aux Suisses de l'étranger. Selon un règlement du radiodiffuseur suisse SRG SSR applicable jusque dans les années 1950, elle a dû quitter l'entreprise après son mariage. Elle décède en 2011 quelques semaines avant son 100e anniversaire.